# Арей I
Арей I (дав.-гр. Ἀρεύς Α΄; д/н — 265 до н. е.) — цар Спарти у 309—265 роках до н. е.

## Життєпис
Походив з династії Агіадів. Онук царя Клеомена II і син спадкоємця трону Акротата. Останній помер за декілька років до Клеомена II. Після смерті останнього 309 року до н. е. Арей вступив у суперечку зі своїм стрийком Клеонімом. Суд геронтів вирішив, що владу відповідно до порфірогенезу повинен перебрати Арей. Щоб пом'якшити гнів Клеоніма, ефори призначили того регентом. У 295/294 році до н. е. після перебрання влади Ареєм I Клеоніму доручили командування над загоном найманців і відправили на допомогу Союзу італіотів у Великій Греції. Там Клеонім зумів створити військову базу.
Арей I тривалий час намагався не втручатися у загальноелладські питання, розуміючи слабкість Спарти відносно Македонію та Єгипту, пам'ятаючи поразку спартанського війська 330 року до н. е. Відомо його союз із Онією I, первосвященником юдеїв, до якого Арей I відправив спартанське посольство. Також зумів відновити Пелопоннеський союз.
281 року до н. е. доєднався до антимакедонської коаліції, справедливо вважаючи її головною загрозою. Підтримав дії Птолемея Керавна проти Антигона II. Проте того ж року у Спарти виник конфлікт з Етолійським союзом, який переріс у війну, відому як Шоста Священна війна. В ній Спарта зазнала поразки, наслідком чого став розпад Пелопоннеського союзу.
У 280—278 роках під час кельтського вторгнення на чолі із Бренном до Північної Греції не долучився до коаліції на чолі з Афінами. Надалі підтримував будь-які союзи спрямовані проти Антигона II, що знову став царем Македонії.
У 280 році до н. е. почав карбувати монети, які були у вигляді тетрадрахм аттічного типу. За зразок було знято монети Олександра Македонського, але з написом «Арея».
У 272 році до н. е. до Лаконіки вдерся Пірр, цар Епіра, якого запросив стрийко спартанського царя — Клеоніма. В цей час Арей I був відсутній, оскільки вирушив на Крит, для надання допомоги місту Гортина проти міста-держави Кносс. Захистом міста активно займався його син Акротат. Арей I встиг повернувся з армією спартанців і критян (2 тис. гоплітів), посиливши залогу міста. Пірр мав 27 тис. вояків і 24 слони. Кілька разів Пірр штурмував місто, але марно. Спартанці готувалися до рішучої битви, але Пірр відволікся на боротьбу з Антигоном II за місто Аргос і вирушив зі своїм військом туди. Арей I рушив за ним і взяв участь в нічному бою на вулицях Аргоса, де Пірра було вбито аргосцями.
Проте загибель епірського царя призвела до нового посилення Македонії. Тому зрештою Арей I доєднався до коаліції, яку в Елладі формував Птолемей II Філадельф, цар Єгипту. Представником останнього став афінський діяч Хремонід, від якого війна отримала Хремонідова, яка почалася 267 року до н. е.
У 265 році до н. е. Антигон II взяв у облогу Афіни. Спартанці, не дивлячись на небезпеку, намагалися надати афінян допомогу, але Арей I відвів назад своє військо під приводом того, що у нього закінчилися харчі. 266 року до н. е. війна поновилася в Аттиці, де діяв єгипетський десант, і під Коринфом, де спартанці без успіху намагалися прорвати оборону македонян на Істі. У Мегарах проти Антигона II повстав його загін галатських найманців, але македоняні відновили там свою владу. Ця перемога внесла сум'яття серед союзників: спартанці відмовилися висадитися в Аттиці, незабаром з Аттики евакуювалися і єгиптяни. У 265 році до н. е. війна відновилася з атаки спартанців на Коринф, де відбилася битва Арея I з македонянами на чолі з Алкіонеєм, де спартанці зазнали поразки, а їхній цар загинув.
Йому спадкував син Акротат.